# 6134 Kamagari
6134 Kamagari este o planetă minoră (asteroid) din centura de asteroizi. A fost descoperită pe 15 septembrie 1990 la Observatorul Palomar de Henry E. Holt și a fost numită după Kamagari⁠(d). 
Obiectul prezintă o orbită caracterizată de o semiaxă mare de 2,5560645 UAi, o excentricitate de 0,15, o înclinație de 13,08898 ° în raport cu ecliptica.